# Kale, Onikişubat
Kale là một thị trấn thuộc huyện Onikişubat, tỉnh Kahramanmaraş, Thổ Nhĩ Kỳ. Dân số thời điểm năm 2010 là 4.233 người.